# 平民教育讲演团
平民教育讲演团是五四运动前中国成立的一个平民教育团体，由邓中夏等人在北京大学发起组织，于1919年3月23日正式成立。前身是蔡元培于1918年筹办的校役夜班。